# Богдановський Вольдемар Станіславович
Богдано́вський Вольдема́р Станісла́вович (нар. 1 січня 1933, Кронштадт, Ленінградська область, Російська РФСР, СРСР — 24 серпня 1998, Київ, Україна) — український радянський архітектор, член Спілки архітекторів України з 1964 року.

## Біографія
Вольдемар Богдановський народився в м. Кронштадті Ленінградської області, РРФСР. Під час німецько-радянської війни перебував у Ленінграді, пережив блокаду. Після війни, коли батько Вольдемара повернувся з фронту, у серпні 1945 року його сім'я переїхала в Білгород-Дністровський.
У 1951—1957 роках навчався на архітектурному факультеті Київського інженерно-будівельного інституту.
У 1957—1961 роках працював архітектором у Науково-дослідному інституті будівельних конструкцій, з грудня 1961 по липень 1970 року — у проєктному інституті «Київметропроект» на посадах старшого архітектора, керівника групи. У 1966—1970 роках за сумісництвом працював архітектором у живописно-скульптурному комбінаті Укрхудожфонду. З липня 1970 року — головний архітектор архітектурно-будівельного відділу інституту Діпрозв'язок, з квітня 1971 року — головний архітектор у Республіканському спеціалізованому будівельно-реставраційному управлінні, з червня 1975 по 1993 рік — працював художником-архітектором у «Художпроекті» Київського творчого об'єднання «Художник».
Помер 24 серпня 1998 року, похований на Байковому кладовищі в Києві.

## Творчість
Автор проєктів (у складі творчих колективів):
- житлові будинки з блок-кімнат серії ЭКБ-01 у Києві (1959—1960);
- вузол транспортної розв'язки в районі Приморської вулиці в Одесі (1963);
- станції Київського метрополітену: «Гідропарк», «Лівобережна», «Дарниця» (1965), «Чернігівська» (1968), «Берестейська», «Нивки» (1970), «Поштова площа» (1976);
- шахтні ліфтопідйомники в санаторіях «Парус», «Соснова поляна», «Україна» на Південному узбережжі Криму;
- ескалатори біля Потьомкінських сходів (1971, Одеса).

Архітектор — автор пам'ятників:
- Василю Боженку в Києві (1967, скульптор Василь Вінайкін, архітектори — Вольдемар Богдановський та Ігор Масленков);
- футболістам київського «Динамо» — учасникам «матчу смерті» у Києві (1971, скульптор Іван Горовий, архітектори Вольдемар Богдановський, Ігор Масленков);
- Марусі Богуславці (1981), Іванові Сошенку (1982), Григорію Ткаченку-Петренку в Богуславі (1980);
- Семену Палію на Палієвій горі поблизу Білої Церкви; на честь козацького повстання під проводом Косинського (1980);
- радянським воїнам — визволителям (смт Теофіополь Хмельницької області);
- меморіальні пам'ятники загиблим під час Другої Світової війни (1969, с. Ічня Чернігівської області; с. Ольшана Черкаської області; смт Ярмолинці Хмельницької області).

### Живопис і графіка
Малювати Вольдемар почав ще в дитинстві, в архіві родини збереглися його роботи, починаючи з 1945 року.
Перша персональна виставка акварелей Богдановського пройшла в Краєзнавчому музеї в Білгород-Днестровскому в 1968 році, наступна — 1972 року, в Київському будинку архітектора. Крім цього, брав участь у багатьох виставках живопису Спілки архітекторів України.
Більшість робіт Вольдемара Богданівського виконано в техніці акварель, гуаш і темпера. Протягом всього періоду творчості архітектор писав фортецю в Білгород-Дністровському. Також у його творчому доробку є й кримський цикл. Поїздка на Кижі й Соловецькі острови в 1965 році послужила поштовхом до створення серії робіт про ті місця.
За підсумками персональної виставки в Київському будинку архітектора 1973 року був нагороджений творчої поїздкою до Вірменії. Роботи того періоду, що трохи відрізняються за стилем виконання від решти творчості, дуже точно передають колорит і своєрідність вірменської архітектури.

### Фотографія
Захоплювався фотографією пам'яток архітектури, привозив своєрідні фотозвіти з кожної поїздки. У колекції Богдановського налічувалося 16 тисяч знімків архітектурних шедеврів. Після смерті Вольдемара Станіславовича його фотографії були передані до відділу образотворчих мистецтв Національної бібліотеки України імені В. І. Вернадського.

## Зображення

### Станції метрополітену

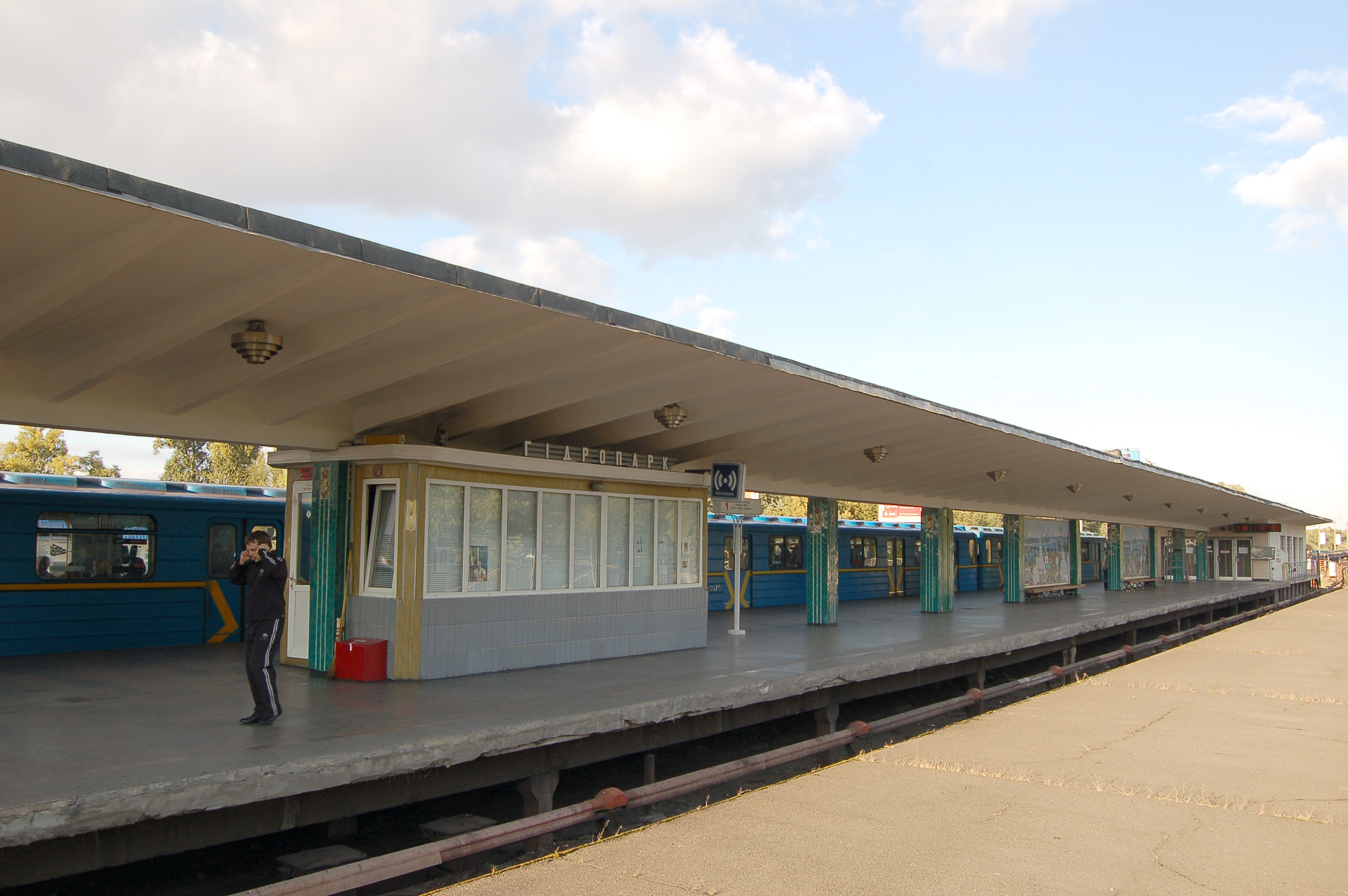
Станція метро «Гідропарк»
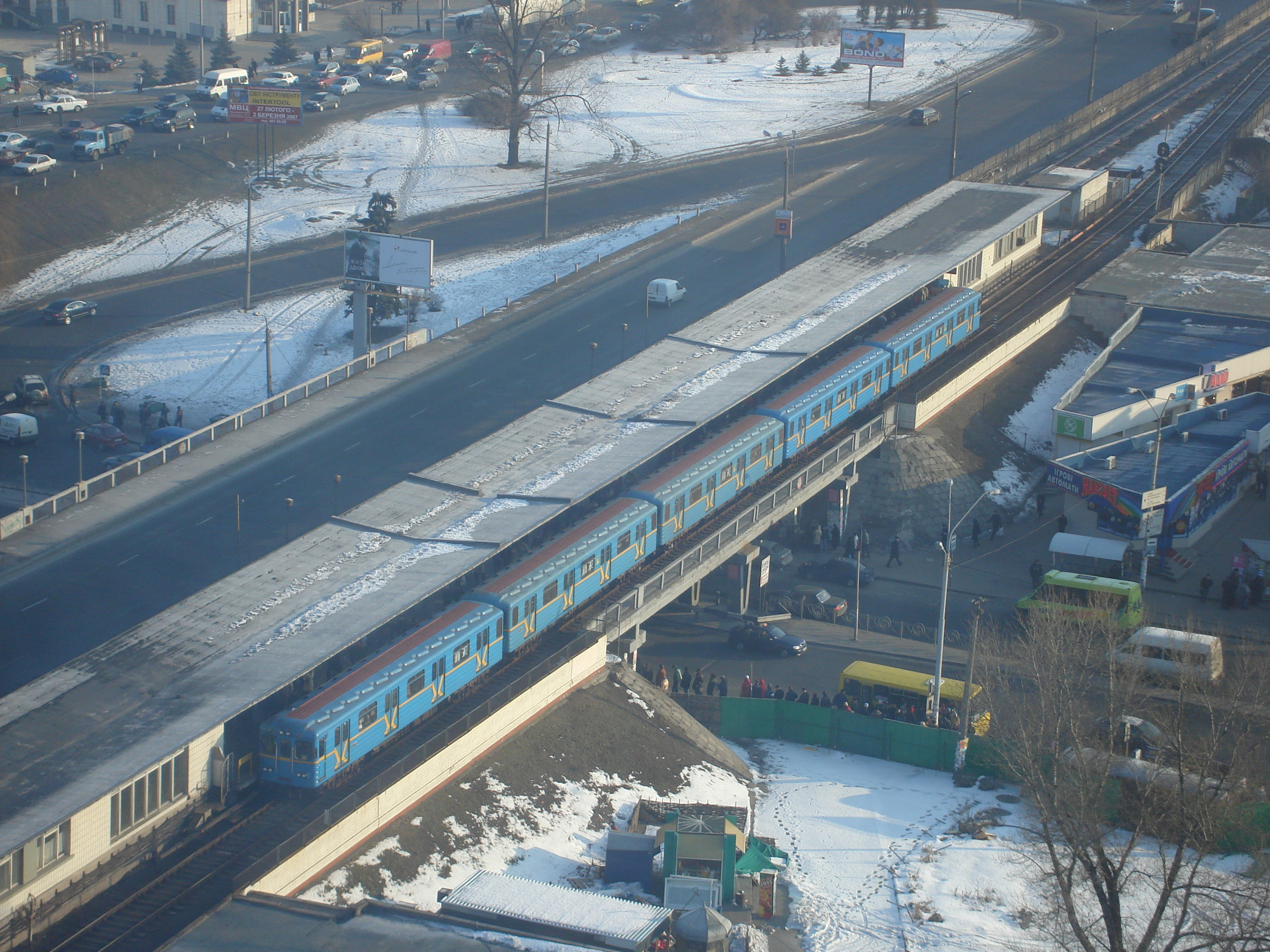
Станція метро «Лівобережна»
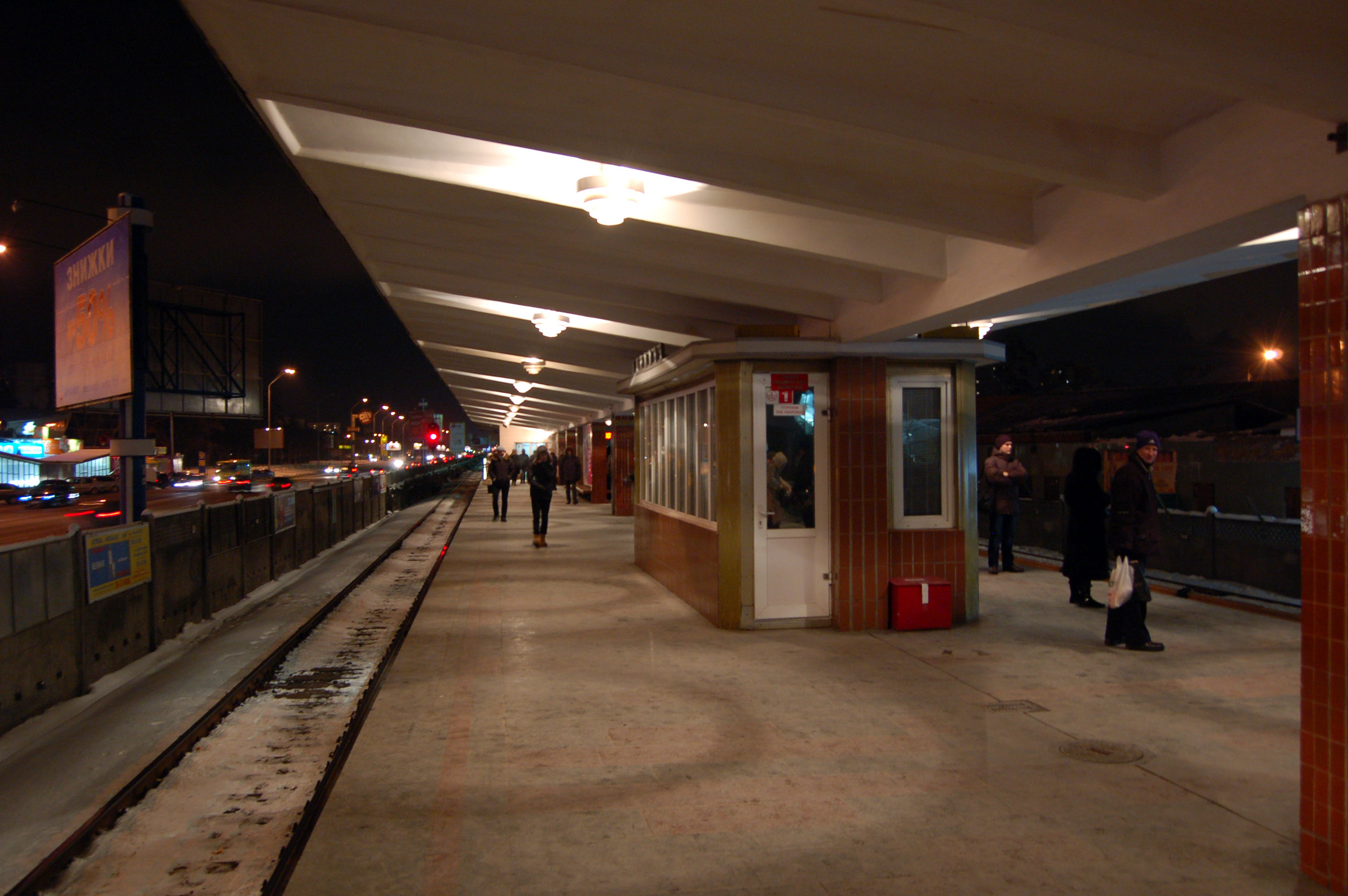
Станція метро «Дарниця»
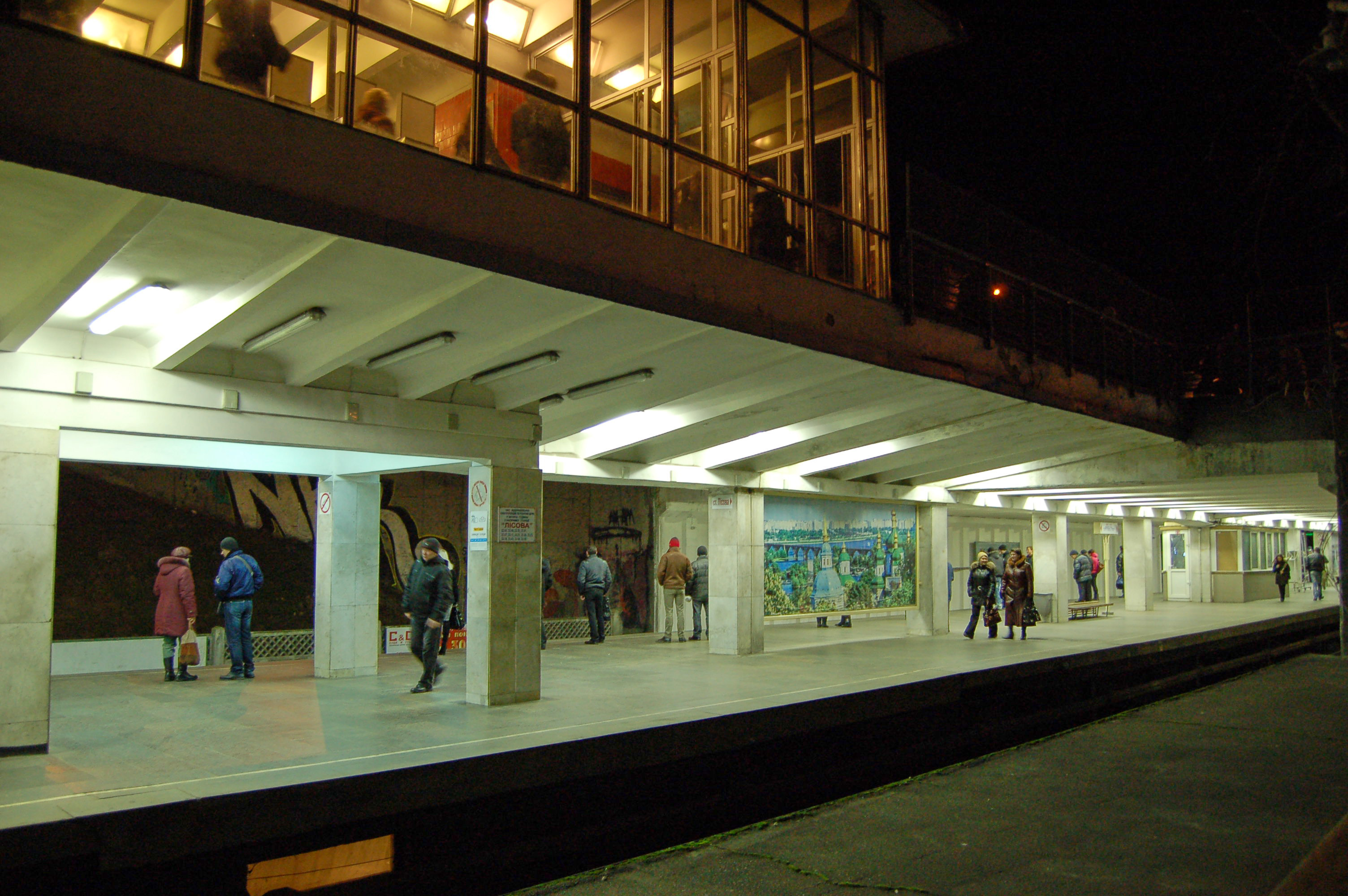
Станція метро «Чернігівська»
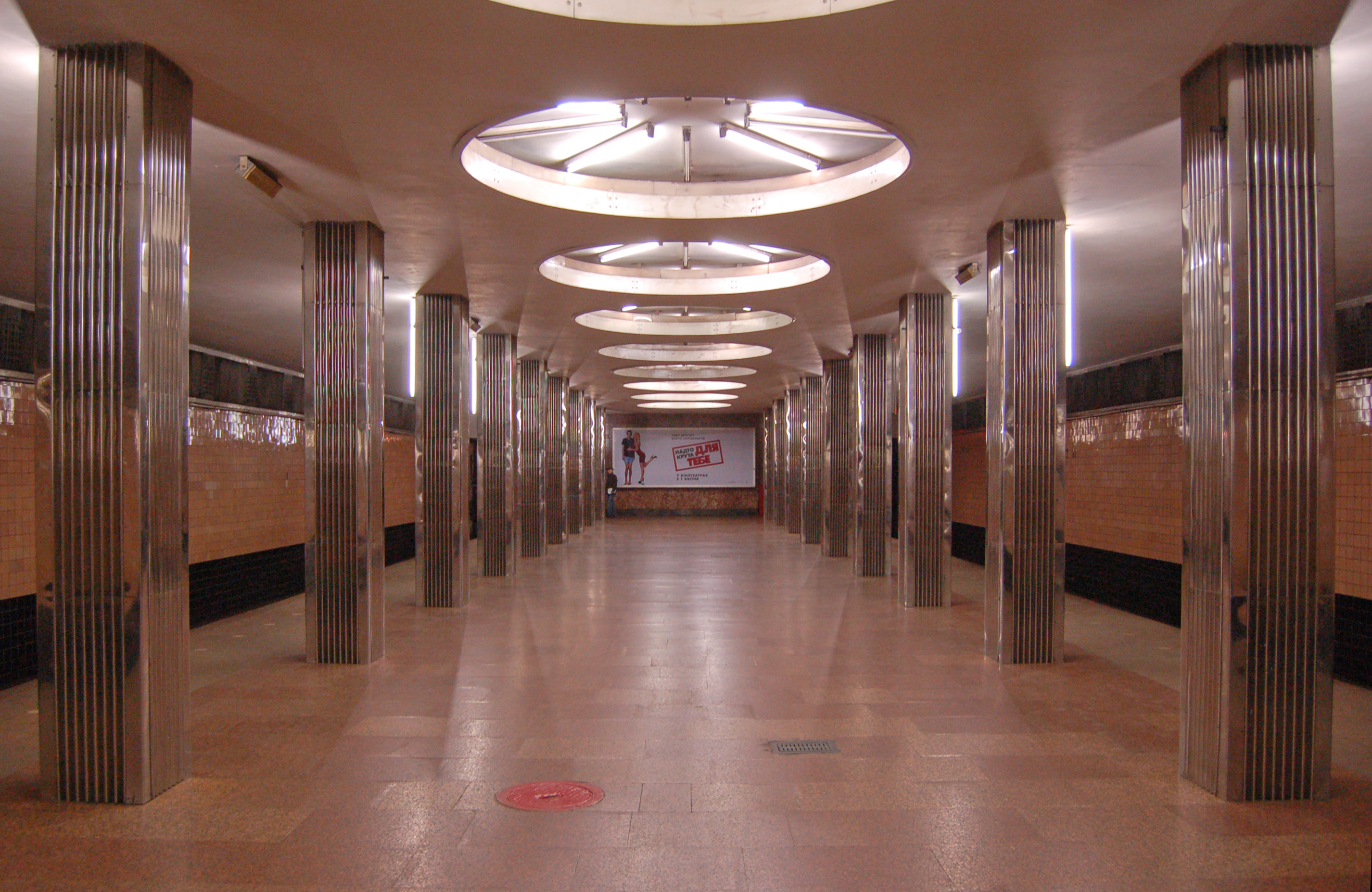
Станція метро «Берестейська»
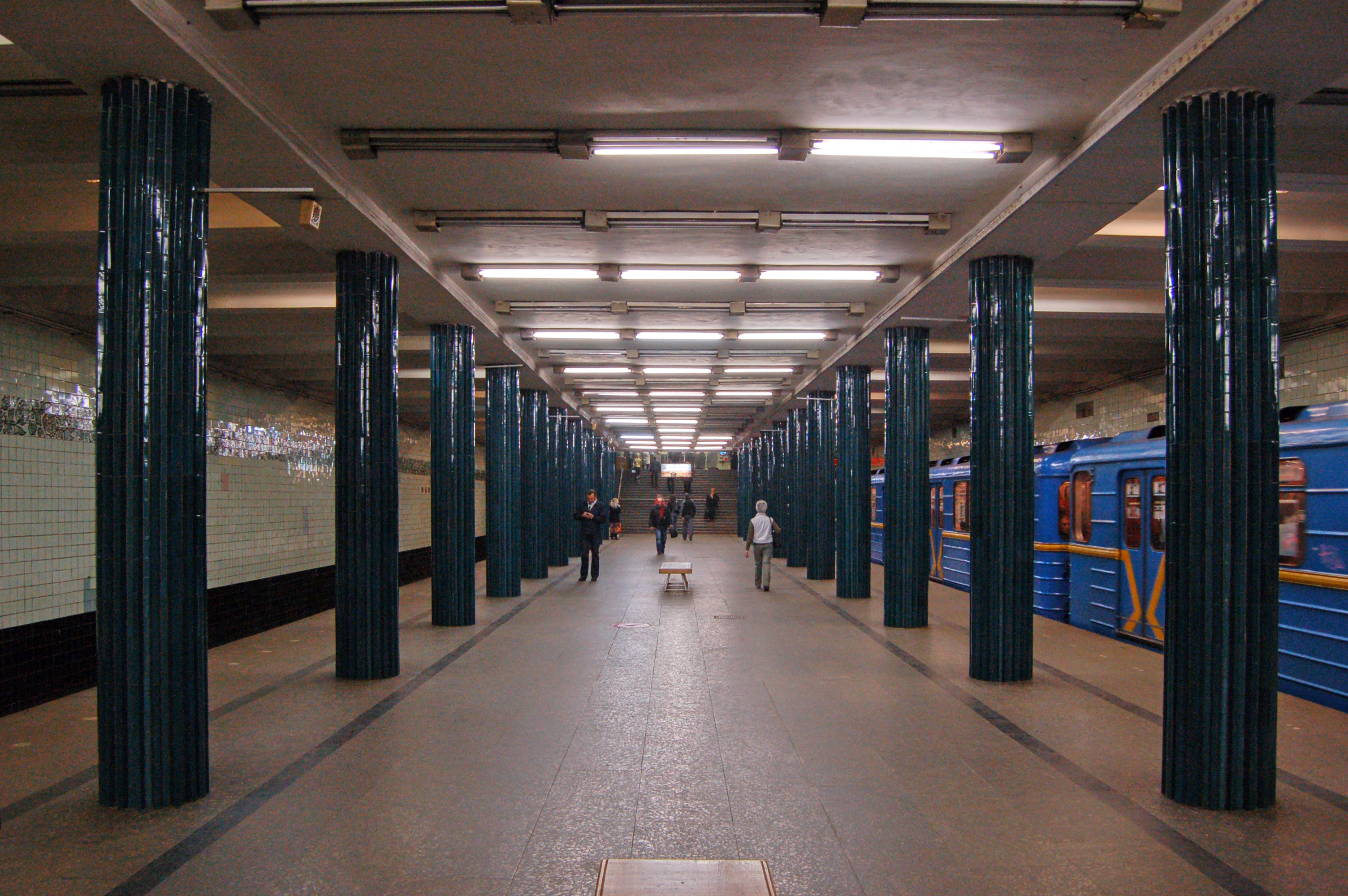
Станція метро «Нивки»
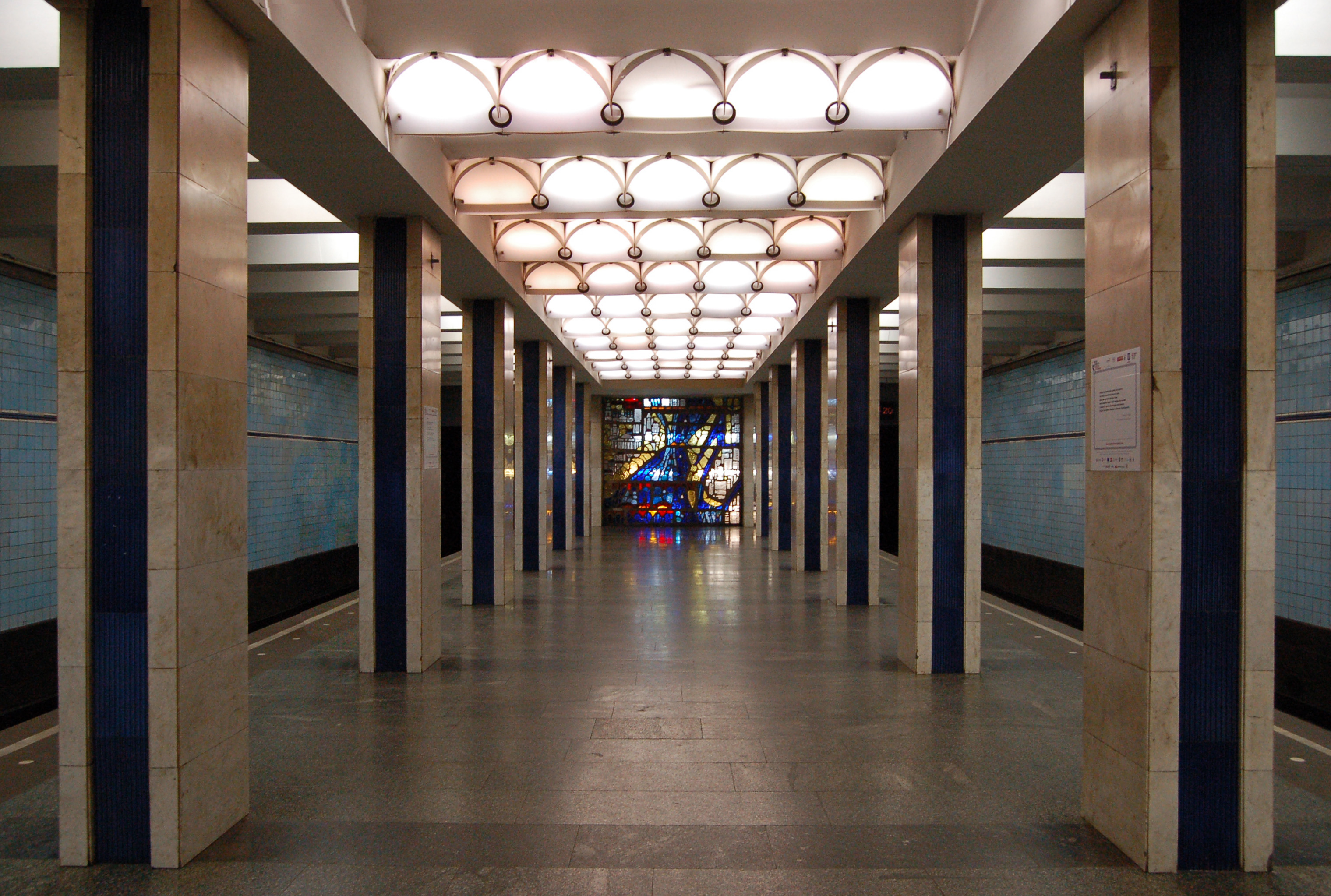
Станція метро «Поштова площа»

### Пам'ятники

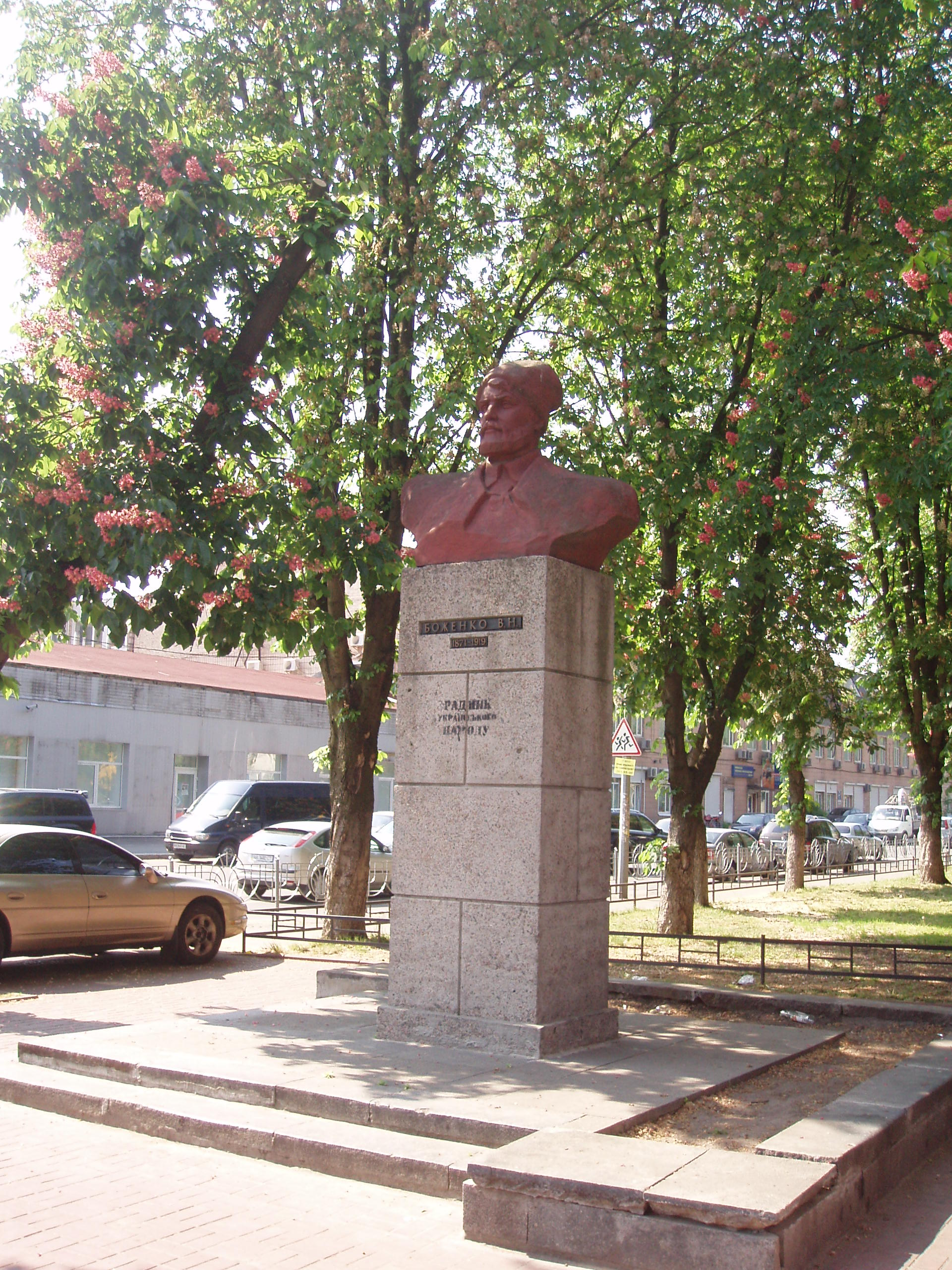
Пам'ятник Василеві Боженку
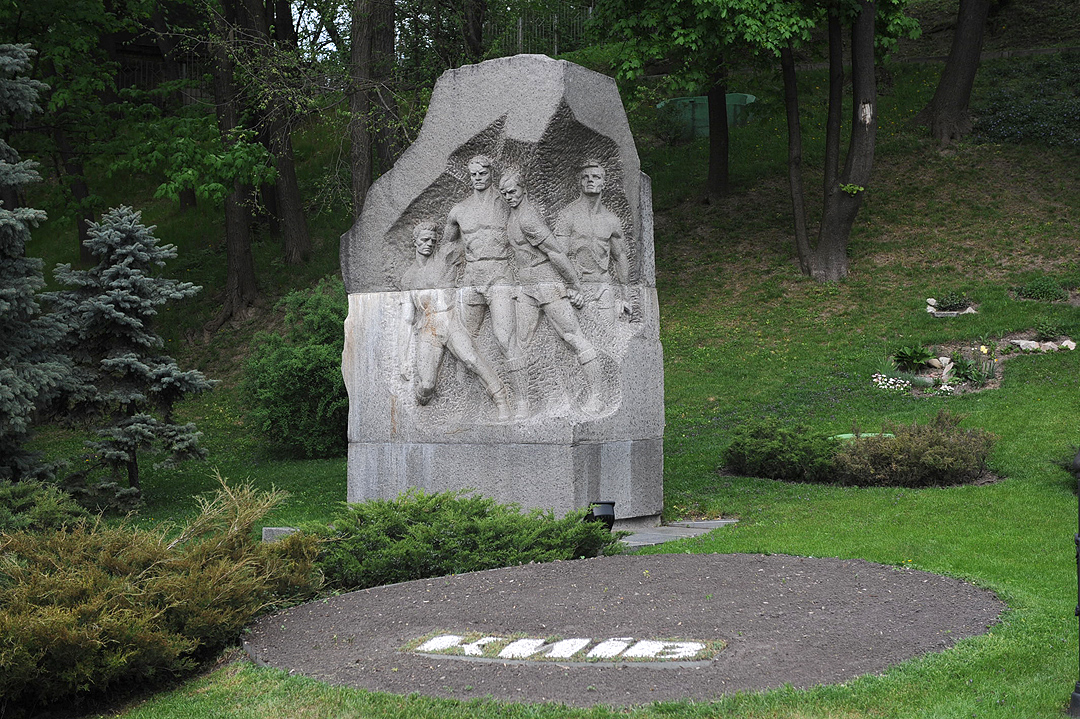
Пам'ятник футболістам київського «Динамо» — учасникам «Матчу смерті»
Пам'ятник повстанцям Косинського в Білій Церкві
Меморіал полеглим радянським воїнам у Ярмолинцях